# ناتالیا لیسنکو
ناتالیا لیسنکو (روسی: Наталья Андриановна Лисенко؛ ۱۰ اوت ۱۸۸۴ – ۷ اکتبر ۱۹۶۹) هنرپیشه اهل امپراتوری روسیه بود.
از فیلم‌هایی که وی در آنها نقش داشته‌است می‌توان به باباسرگئی و شیر مغولستان اشاره کرد.